# Ейсмант Олег Володимирович
Оле́г Володи́мирович Е́йсмант (16 травня 1974, м. Дніпро — 9 травня 2014, м. Маріуполь, Донецька область, Україна) — український військовик, солдат Збройних сил України, доброволець, захисник Маріуполя. Кавалер ордена «За мужність» III ступеня.

## Життєпис
Служив прикордонником на кордоні з Придністров'ям. Працював водієм тролейбуса, будівельником, охоронцем.
Після окупації Криму російськими військами і оголошення часткової мобілізації, активіст Євромайдану Олег Ейсмант 28 квітня 2014 року добровольцем записався у сформований з мешканців Дніпропетровщини батальйон.
Солдат, кулеметник 20-го батальйону територіальної оборони «Дніпропетровськ».
8 травня 2014 року, рота 20-го батальйону тероборони прибула на підсилення в м. Маріуполь і охороняла будівлю міської ради. Наступного дня, 9 травня, близько 10:00, бойовики групи «Мангуста» здійснили збройний напад на Маріупольське міське управління міліції, де на 3-му поверсі опинилися заблокованими начальник управління, працівники міліції і військовослужбовці, які брали участь в нараді. Серед них був і заступник командира 20-го БТО. Вояки батальйону вирушили до управління на вулицю Георгіївську, де відбувалися перестрілки з терористами. Спільними зусиллями Нацгвардії, військових, дніпропетровських добровольців, «азовців», було забезпечено прохід до будівлі спецпризначенців «Омеги», які зачистили приміщення від сепаратистів та евакуювали військовослужбовців та поранених, які були там заблоковані. Олега, також важко пораненого, товариші по службі винесли з-під вогню на дверях навчальної кімнати технікуму і передали лікарям швидкої допомоги. Але було вже пізно, по дорозі у лікувальний заклад, він помер.
Цього дня в бою з терористами загинули Богдан Шлемкевич (НГУ), Родіон Добродомов («Азов»), Сергій Демиденко (20 БТО), Михайло Єрмоленко (патрульна служба міліції) і Віктор Саєнко (начальник ДАІ).
14 травня з Олегом попрощались на Театральній площі міста Дніпро, похований на Краснопільському кладовищі.
Вдома лишилися мати, дружина та донька 2003 р.н.

## Нагороди
19 липня 2014 року — за особисту мужність і героїзм, виявлені у захисті державного суверенітету та територіальної цілісності України, відзначений — нагороджений орденом «За мужність» III ступеня (посмертно).

## Вшанування пам'яті
8 травня 2015 року в Маріуполі на вул. Георгіївській відкрито меморіальну дошку на честь міліціонерів і військовослужбовців, які загинули під час захисту Маріупольського міськуправління міліції.